# Scorpio Sky
Schuyler Andrews es un luchador profesional y artista marcial mixto estadounidense, más conocido por su nombre artístico Scorpio Sky. Es conocido por sus apariciones en Total Nonstop Action Wrestling y Pro Wrestling Guerrilla, pero también ha aparecido para Wrestling Society X y WWE, y ha trabajado en Japón, Alemania e Inglaterra. Actualmente compite en AEW.

## Carrera

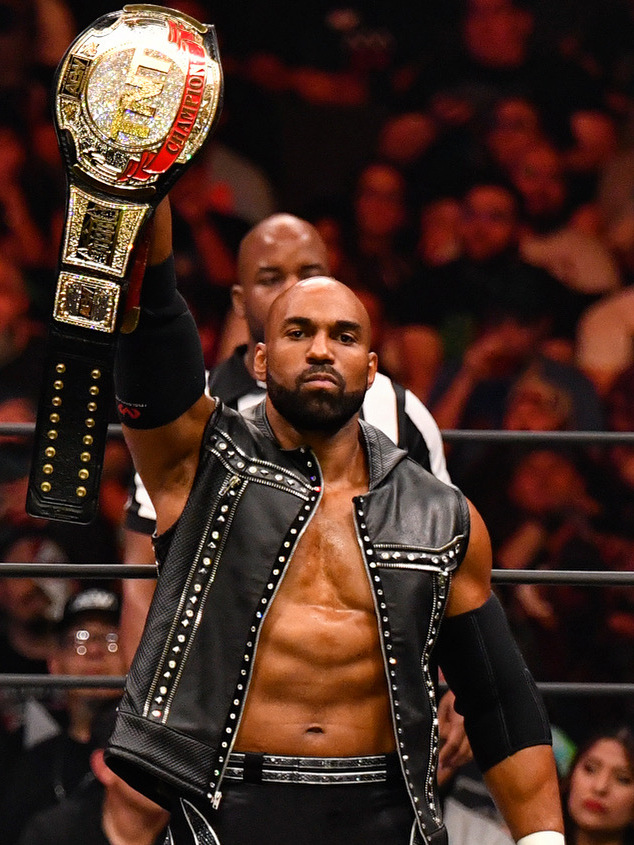
El Campeón TNT de Lucha Libre de Élite, Scorpio Sky.

### Carrera temprana
Andrews tomó interés en la lucha libre a una edad muy temprana, idolatrando a luchadores como Bret Hart, Ric Flair y The Midnight Express. En la escuela secundaria entrenó con el equipo de lucha para ganar experiencia. Después de graduarse, Scorpio Sky se unió a Revolution Pro Rudos Dojo junto con Quicksilver y Chris Bosh. Sky debutó en Revolution Pro en junio de 2002 como un luchador enmascarado llamado Gallinero Tres en una lucha con Top Gun Talwar. Después de perder la lucha pasó el resto de 2002 bajo la máscara desde junio hasta noviembre cuando volvió a debutar como Scorpio Sky en el Rudos Dojo "Fight For the Revolution" Battle Royal, un torneo donde el ganador recibiría un contrato profesional con Revolution Pro. La final vio a Sky enfrentándose a Quicksilver. La lucha fue a un empate y los dos hombres recibieron contratos.
Después, Sky y Quicksilver formaron un equipo en parejas conocido como Aerial Xpress (AXP). AXP recibió un fuerte push, derrotando a varios otros equipos en parejas (como Super Dragon y TARO) y fueron nombrados "Southern California Tag Team of the Year" en 2003. También ganaron el "Revolution Pro Tag Team of the Year" en 2003. Sky ganó el premio al novato del año de Revolution Pro Wrestling en 2003 tras ganar el Campeonato Peso Pesado Junior de Revolution Pro Wrestling derrotando a Super Dragon el 4 de agosto.

### WWE (2012)
En el episodio del 27 de agosto de 2012 de Raw, Andrews interpretó a un personaje conocido como "Harold" en una de las clases de manejo de ira de Daniel Bryan que también involucraban a Kane. También apareció la semana siguiente, otra vez como Harold, mientras Kane y Daniel Bryan continuaban con sus clases de manejo de la ira. En diciembre de 2012, WWE públicamente cortó sus lazos con Andrews, anunciando que no trabajaría para la promoción de nuevo, después de que Andrews había hecho comentarios anti-gays en Twitter.

### Total Nonstop Action Wrestling (2012–2013)
El 28 de junio de 2012, Andrews, trabajando bajo el nombre de Mason Andrews, hizo su debut para la Total Nonstop Action Wrestling (TNA), perdiendo ante Rashad Cameron en una lucha de clasificación para el torneo por el Campeonato de la División X de la TNA en Impact Wrestling. El 8 de julio en Destination X Andrews derrotó a Dakota Darsow, Lars Only y Rubix en un Last Chance Match para regresar al torneo. Él entonces derrotó a Kid Kash inmediatamente después para clasificarse para la final del torneo. Más tarde esa misma noche, Andrews fue derrotado por Zema Ion en el último Ultimate X Match, que también incluyó a Kenny King y Sonjay Dutt. Andrews regresó a TNA en 12 de enero de 2013 para tomar parte en TNA X-Travaganza, luchando en un Ultimate X Match, que fue ganado por Kenny King y que también incluyó a Rubix y Zema Ion. Mason Andrews volvió nuevamente en la edición del 4 de abril de 2013 de Impact Wrestling para competir en una lucha por una oportunidad por una oportunidad por el Campeonato de la División X contra Petey Williams y Sonjay Dutt, que finalmente fue ganada por Petey Williams. Sky entonces abandonó TNA.

### All Elite Wrestling (2019-presente)
En enero de 2019 se reveló que Sky sería uno de los primeros firmantes de All Elite Wrestling, una nueva promoción de lucha iniciada por los luchadores Cody Rhodes y The Young Bucks.
El 9 de marzo de 2022 se ganó el Campeonato de TNT de AEW al vencer a Sammy Guevara.

## En lucha
- Movimientos finales
  - Ace of Spades (Spinning fireman's carry dropped into a facebreaker)
  - Blackout (Spinning DDT)
  - Final Answer / Argle Bargle (Spinning headlock elbow drop a la rodilla, a veces seguido de un jumping neckbreaker)
  - Cross kneelock

- Movimientos de firma
  - 450° splash
  - Hail Mary Hurricanrana (Frankensteiner)
  - Frog splash
  - Springboard hurricanrana
  - Knee strikes de Muay Thai
  - Front dropkick
  - Cutter girado en un Front chancery
  - Fireman's carry arrojado hacia un Double knee facebreaker

- Mánagers
  - Dino Winwood
  - Jade Chung
  - Dan Lambert

- Apodos
  - "The King of Sting"
  - "Every Young Girl's Fling, Every Grown Woman's Dream"
  - "The King of SoCal"
  - "Sugar"
  - "The Brown Bomber"

## Campeonatos y logros
- Adenaline Unleashed

- Adenaline Unleashed Championship (1 vez)

- All Elite Wrestling
  - AEW TNT Championship (2 veces)
  - AEW World Tag Team Championship (1 vez e inaugural) – con Frankie Kazarian
  - Face of Revolution Ladder Match (2021)

- All Pro Wrestling (Los Angeles)

- APW-LA Lightweight Championship (1 vez)

- Alpha Omega Wrestling
  - AOW Heavyweight Championship (1 vez)

- Alternative Wrestling Show

- AWS Heavyweight Championship (2 veces)
- AWS Light Heavyweight Championship (1 vez)
- AWS Tag Team Championship (2 veces) – con Quicksilver

- Enterprise Wrestling Association

- EWA Heavyweight Championship (1 vez)

- Empire Wrestling Federation

- EWF Heavyweight Championship (1 vez)
- EWF Wrestler of the Year (2009)

- Championship Wrestling from Hollywood

- CWFH International Television Championship (1 vez)
- CWFH Heritage Heavyweight Championship (1 vez)
- Be The Star Television Tournament (2011)

- National Wrestling Alliance Pro Wrestling

- NWA International Television Championship (1 vez)

- Pro Wrestling Guerrilla

- PWG Tag Team Championship (1 vez)  – con Quicksilver

- Pro Wrestling Illustrated

- PWI lo situó en el #271 de los 500 mejores luchadores de los PWI 500 en 2013

- Revolution Pro Wrestling

- RPW Junior Heavyweight Championship (2 veces)
- Revolution J Tournament (2004)
- Revolution Pro Rookie of the Year (2003)
- Revolution Pro Tag Team of the Year (2003) con Quicksilver

- Ring of Honor
  - ROH World Tag Team Championship (1 vez) – con Frankie Kazarian
  - ROH World Six-Man Tag Team Championship (1 vez) - con Christopher Daniels & Frankie Kazarian (1)

- SoCal Uncensored Awards

- Most Outstanding Wrestler of the Year (2011)
- Match of the Year (2005) con Quicksilver vs. Chris Bosh and Scott Lost, 9 de julio de 2005, The 2nd Annual PWG Bicentennial Birthday Extravaganza - Night One
- Tag Team of the Year (2003, 2004) con Quicksilver

- United Wrestling Network
  - UWN Television Championship (3 veces)

- WrestleCircus
  - WC Sideshow Championship (1 vez)
  - WC Ringmaster Championshi (1 vez)

### Luchas de apuestas
| Apuesta | Ganador(es)               | Perdedor(es)            | Lugar                   | Fecha                | Notas                                        |
| ------- | ------------------------- | ----------------------- | ----------------------- | -------------------- | -------------------------------------------- |
| Título  | Scorpio Sky & Quicksilver | Chris Bosh & Scott Lost | Los Ángeles, California | 9 de julio de 2005   | PWG Tag Team Championship vs. Masks Match.   |
| Máscara | Scorpio Sky               | Ali Bumaya              | Los Ángeles, California | 2 de octubre de 2009 | EWA Heavyweight Championship vs. Mask Match. |